# Шульга, Михаил Андреевич
Михаил Андреевич Шульга (18 августа 1929, Большечерниговский район — 16 мая 2023, Ставрополь) — советский партийный и государственный деятель.

## Биография
Родился в 1929 году в селе Украинка Куйбышевской области. Член КПСС с 1951 года.
В 1941—1990 годах:
- подпасок, пастух, ветеринар, секретарь комсомольской организации совхоза «Пятигорский»;
- 1949—1952 годах военнослужащий Советской армии;
- заведующий клубом, партийный работник в Ставропольском крае;
- 1972—1978 годах первый секретарь Ессентукского горкома КПСС;
- первый секретарь Ставропольского горкома КПСС;
- партийный работник в Ставропольском крае.

Избирался депутатом Верховного Совета РСФСР X созыва. Делегат XXVI съезда КПСС.
Жил в Ставрополе.
Скончался 16 мая 2023 года.